# Alice (Resident Evil)
Pour les articles homonymes, voir Alice et Abernathy.
 (février 2025).
Si vous disposez d'ouvrages ou d'articles de référence ou si vous connaissez des sites web de qualité traitant du thème abordé ici, merci de compléter l'article en donnant les références utiles à sa vérifiabilité et en les liant à la section « Notes et références ».
Alice est un personnage de la série de films Resident Evil. Elle est l’héroïne des films et est interprétée par Milla Jovovich. Alice est un personnage créé par Paul W.S. Anderson spécialement pour les films.
Dès le début de la série, les origines du personnage d'Alice restent très secrètes. Ancien agent de protection d'Umbrella Corporation ayant décidé de trahir la société, elle a porté de nombreux pseudonymes dont Janus Prospero et Alice Abernathy, révélés dans les novélisations des films et lors de leurs promotions. Tout le long de la série, Alice est certaine que ses souvenirs retrouvés au fil du temps sont réels mais elle apprend dans le dernier volet qu'elle est un clone amélioré de Alicia Marcus, fille de l'un des fondateurs de Umbrella.

## Histoire

### Origines
Alice est le clone amélioré de Alicia Marcus, fille de James Marcus, l'un des fondateurs de Umbrella Corporation. James Marcus créa le virus T pour sauver Alicia, atteinte d'une maladie incurable. À la suite de la mort de James, Alicia devint l'un des membres éminents de Umbrella et accepta, comme plusieurs des membres de la société, de se faire cloner ; les clones étant plus forts que leurs versions d'origine et pensant être de véritables humains ordinaires à l'image de leurs versions d'origine, dont ils ignorent l'existence. 
Lorsque le premier clone d'Alicia, prénommé Alice, est créée, il devient l'un des agents de sécurité de la société. La mission d'Alice est de surveiller l’accès au H.I.V.E., le laboratoire souterrain secret de Umbrella situé à Raccoon City. Pour cela, un manoir est construit au-dessus du laboratoire et Alice et un autre agent, Spencer Parks, y sont envoyés pour y vivre et former un faux couple. Mais Alice se rend vite compte qu'Umbrella est une société dangereuse et s'allie à une reporter, Lisa Addison, pour dénoncer leur méfaits. Spencer, qui est tombé amoureux d'elle, décide de la devancer et libère le virus dans le laboratoire ce qui force la Reine Rouge, l'intelligence artificielle qui protège le laboratoire et dont l'image a été créée via l’apparence d'Alicia enfant, à tuer tout le monde dans le laboratoire. Alice et Spencer survivent mais perdent la mémoire.

### Resident Evil
Alice se réveille dans le manoir se trouvant au-dessus du H.I.V.E. en ayant oublié tous ses souvenirs. Elle se retrouve embarquée dans le laboratoire par un escadron de Umbrella venu voir la raison pour laquelle la Reine Rouge est devenue meurtrière. En plus de l'escadron, elle est accompagnée par Spencer, amnésique aussi, et Matthew Addison, le frère de la reporter qui voulait l'aider à détruire Umbrella. Le H.I.V.E. est infesté de morts-vivants, réveillés par le virus T et par des armes biologiques de Umbrella, des Lickers. Au fil du film, chaque membre de l'escadron meure, à l'exception de Rain qui est gravement infectée. 
Alice finit par se rappeler qui elle pense être et découvre que tout est la faute de Spencer, qui en la devançant de façon à vendre le virus en dehors du H.I.V.E., a de fait contaminé tout le personnel du laboratoire. Un grand combat éclate pour s'emparer des rares exemplaires de l'anti-virus et Spencer et Rain meurent. Alice et Matt, blessé lors de leur fuite du laboratoire par un Licker, arrivent à sortir du souterrain mais se font capturer par des scientifiques de Umbrella. 
Alice se réveille plus tard dans un laboratoire en plein cœur de la ville de Raccoon City et découvre qu'elle fut le sujet d'expérimentations douteuses durant son "sommeil". Elle parvint à s'échapper du laboratoire qui se trouvait être dans l'hôpital de Raccoon City et se retrouve dans les rues de la ville, complètement dévastée par ce qui semble être une invasion de morts-vivants.

### Apocalypse
Dans ce deuxième volet, Alice découvre qu'à la suite des expériences de Umbrella menées sur son corps à sa sortie du H.I.V.E., ses capacités physiques ont été incroyablement renforcées. Elle sauve un groupe de survivants, dont Jill Valentine (l'un des derniers membres des S.T.A.R.S.) dans une église, d'une attaque de deux Lickers. Le groupe est par la suite contacté par l'un des scientifiques de Umbrella, le Dr. Charles Ashford, afin de retrouver et de sauver sa fille Angela. En échange, il leur offre un moyen de s'échapper de la ville qui a été bouclée par Umbrella à la suite de l'infection qui s'est répandue hors du H.I.V.E. et qui sera rasée à l'aide d'une bombe nucléaire à l'aube. 
Aidé par le mercenaire Carlos Oliveira, le groupe sauve la jeune fille mais au moment de s'échapper de la ville, ils se font capturer par Timothy Cain, un sbire de Umbrella. Alice est alors contrainte d'affronter le Nemesis, une créature qui n'est autre que Matthew Addison, affreusement transformé après les expériences de Umbrella et à la suite de son infection due à une blessure de Licker. Le groupe bat l'équipe de Umbrella in extremis et s'échappe en hélicoptère, mais lorsque la bombe nucléaire explose, ce dernier s'écrase à proximité de Raccoon City, tout juste entièrement détruite par la société pour effacer toute preuve de l'infection. Durant le crash, pour sauver la vie d'Angela, Alice se fait transpercer par un tuyau en acier. Pensant que Alice est morte, le groupe fuit et son corps est retrouvé par l'un des fondateurs de Umbrella, le Dr. Isaac. 
Le Dr. Isaac. effectue alors diverses expériences à partir du corps d'Alice, et il parvint à lui redonner vie, malgré sa blessure mortelle. On constate alors que cette dernière est la seule personne sur qui le virus T a des répercussions positives (extrême résistance physique, capacités extraordinaires, etc.). Le virus lui donne alors des pouvoirs incroyables comme la télékinésie, qui lui permettront de s'échapper du complexe où elle se trouvait. Elle est récupérée par Jill, Carlos et Lloyd, rencontrés plus tôt dans le film, déguisés en agents de Umbrella.

### Extinction
Cinq ans après les événements d'Apocalypse, le virus a fait le tour de la terre et a pratiquement décimé l'ensemble de la population mondiale tout en asséchant l'environnement, privant tout être vivant de vie. Alice passe son temps à fuir de ville en ville pour échapper à Umbrella, tout en recherchant éventuellement des survivants. Elle s'est séparée du groupe du film précédent pour leur éviter les problèmes. Lors d'une fouille dans une station service, Alice trouve un journal intime indiquant la présence d'un espace non infecté en Alaska, prénommé Arcadia. Un soir, elle utilise ses pouvoirs qu'elle contrôle mal durant un cauchemar et se fait localiser par le Dr. Isaac. 
Elle sauve ensuite un groupe de survivants dirigé par Claire Redfield d'une attaque de corbeaux zombifiés en usant encore une fois de ses pouvoirs, mais cela a tendance à l'affaiblir. Dans ce groupe, elle retrouve Carlos et Lloyd qui l'ont rejoint après la mystérieuse disparition de Jill. Le groupe part à la recherche d'un repaire d'Umbrella pour trouver un hélicoptère. Lloyd meurt infecté sur le trajet après avoir été mordu quelques heures plutôt dans un motel, et Carlos (mordu par Lloyd qui s'est transformé en zombie) se sacrifie pour permettre au groupe de réussir. Une fois sur place, Claire et le reste du groupe embarque dans l'hélicoptère mais Alice décide de rester sur place pour combattre le Dr. Isaac. Juste avant d'entrer dans le souterrain, elle constate avec horreur que des dizaines de clones d'elle-même sont laissés pour morts en dehors du labo après avoir suivi une batterie de tests cruels. Dans le laboratoire, elle est aidée par un programme sœur de la Reine Rouge, la Reine Blanche, qui l'aide depuis un certain bout de temps dans le film, craignant pour la santé mentale du Dr. Isaac. Alice affronte alors Isaac qui a muté en Tyran, à travers une réplique du manoir de Raccoon City ou elle se réveilla quelques années auparavant, réplique servant aux tests passés sur les clones d'Alice. Grâce aux lasers du couloir vitrifié vus dans le premier film et avec l'aide d'un clone, elle parvient à tuer Isaac. À la fin du film, elle découvre l’existence de centaines d'autres clones, même si elle ignore toujours être le premier clone originel, et apprend que Umbrella l'a clonée à grande échelle afin de retrouver la bonne combinaison sanguine qui parcourt ses veines, et ainsi éventuellement créer un anti-virus plus puissant que le précédent, et enfin réussir ce que la société cherche depuis des années : créer un super-soldat à partir du virus T et du sang d'Alice. 
Elle décide de contacter Albert Wesker, vice-président d'Umbrella, pour lui annoncer qu'elle et ses clones vont bientôt arriver dans leur base pour détruire Umbrella.

### Afterlife
Comme prévu à la fin du volet précédent, Alice et ses clones envahissent le Q.G. d'Umbrella Corporation au Japon dans le but de tuer Wesker. Tous les clones restants y laissent la vie, mais le Q.G. est détruit, et Alice tente de capturer Wesker dans un hélicoptère, alors qu'il allait s'enfuir. C'est alors qu'Alice est prise au piège par ce dernier qui lui enlève ses pouvoirs, et par la suite, l'hélicoptère s'écrase. Seule Alice en ressort… Quelques mois plus tard, Alice est seule en avion, à la recherche de Arcadia et du groupe de Claire. Une fois arrivée à proximité des coordonnées indiquées sur le journal qu'elle trouva dans le film précédent, elle retrouve Claire Redfield qui, sous le contrôle de Umbrella via un dispositif que Alice détruit, a perdu la mémoire. Claire lui révèle alors que la position et les promesses de sanctuaire de Arcadia étaient fausses et qu'un escadron de Umbrella attendait le groupe sur place. L'escadron enleva le groupe en leur implantant les fameux dispositifs, mais Claire s'échappa avant que ce dernier ne prenne totalement son contrôle. 
Alice et Claire partent donc à la recherche de Umbrella. Sur le chemin, elles se retrouvent à Los Angeles, totalement infestée de morts-vivants où elles font la rencontre d'un nouveau groupe de survivant dirigé par Luther West, retranchés dans une ancienne prison. Le groupe leur apprend que Arcadia est en réalité un bateau d'ou est émis un signal radio qui promet un abri sûr et de la nourriture. Elles retrouvent aussi le frère de Claire, Chris Redfield, mais cette dernière ne s'en souvient pas. D'abord en pensant emmener tout le monde vers le bateau par avion, Alice décide de passer par les conduits d'évacuation de la prison pour rejoindre le canal qui longe la ville et de là, monter sur le bateau. Durant leur excursion, la plupart des survivants sont tués par des morts-vivants mutants, et Luther disparaît, mais Alice, Claire et Chris parviennent jusqu'au bateau. Sur place, ils découvrent que le signal Radio et Arcadia était un piège de Umbrella pour attirer le plus de survivants possibles afin de mener des expériences toujours plus inhumaines. Alice et la fratrie Redfield affronte Wesker, qui a survécu au crash de l'hélicoptère et est maintenant doté de capacités surhumaines grâce au virus T. A l'issue du combat, Wesker est vaincu par Alice, et abattu par Claire et Chris. Le trio commence à sauver les survivants prisonniers du bateau, mais Wesker, rendu pratiquement immortel par le virus, s'échappe et se prépare à faire sauter l'Arcadia. C'était sans compter Alice qui avait devancé les plans de Wesker : l'hélicoptère saute, et Wesker est cette fois mis hors d'état de nuire. 
Une fois en sécurité, tout le groupe sort du bateau dont Luther qui a réussi à se sortir des griffes des mutants, tout juste à temps pour constater avec effroi un escadron de Umbrella, dirigé par Jill Valentine qui est sous le contrôle du dispositif de Umbrella, arriver en direction du bateau pour neutraliser tout le monde.

### Retribution
Après l'attaque de l'escadron sur l'Arcadia, Alice se réveille dans une banlieue chic de Raccoon City. Est-ce que tout n'était qu'un affreux cauchemar ? Avec son mari qui ressemble étrangement à celui qu'elle rencontra sous le nom de Carlos Oliveira et sa petite fille sourde, elle forme une belle et heureuse famille. Jusqu'au moment où des morts-vivants débarquent chez elle et se jettent sur son mari, avant de s'attaquer à elle et à sa fille. L'horreur recommence. Puis elle se réveille une seconde fois, cette fois dans la réalité, allongée dans une pièce située dans un énième laboratoire de Umbrella. Elle découvre que Jill Valentine est contrôlée par Umbrella, et cette dernière commence à la torturer pour obtenir des informations sur son "employeur". Après des heures de torture, elle est sauvée, aussi incroyable que cela puisse paraître par Albert Wesker qui n'est toujours pas mort, et par Ada Wong, une espionne autrefois à la solde d'Umbrella. Wesker, qui a survécu à son combat contre Alice, semble enfin avoir rejoint le bon côté. Il envoie un escadron composé de Luther, Leon S. Kennedy et Barry Burton pour venir chercher Alice et Ada. Pour retrouver l'escadron, Alice et Ada doivent traverser l'un des plus grands complexes souterrains de Umbrella dans lequel la société a reproduit plusieurs villes comme Moscou ou Tokyo pour y simuler des attaques de morts-vivants. 
Lors de la scène de la banlieue de Raccoon City, Alice découvre la petite fille qu'elle avait dans son rêve, et l'enfant pense qu'Alice est sa véritable mère. En vérité, Alice découvre que son rêve était réel car elle trouve le cadavre d'un de ses clones, utilisé pour une simulation d'Umbrella. Alice décide alors de sauver la jeune fille, mais elle et son groupe est attaqué par un escadron envoyé par Umbrella, composé de clones de plusieurs anciens amis d'Alice, tous morts, dont Rain, Carlos ou encore One, afin de la déstabiliser. 
À la suite d'une incroyable course-poursuite à travers le complexe, Alice retrouve l'escadron de Wesker et se sauve mais ils sont attaqués par Jill et le clone de Rain, toutes deux renforcées par Umbrella. Sans ses pouvoirs, Alice est vite prise de court par Jill et Rain, mais elle parvient à s'en sortir ; le clone de Rain est tué, emporté par des morts-vivants sortant de sous l'eau et Jill est sauvée de son dispositif de contrôle par le groupe. Ils rejoignent ensuite la Maison Blanche, repère de la résistance contre Umbrella. Là-bas, Wesker lui rend ses pouvoirs et lui apprend que la Reine Rouge est sur le point de détruire ce qu'il reste de l'humanité et qu'elle a envoyé une vague de monstres pour les tuer.

### Chapitre Final
Au début du film, Alice est la seule survivante de l'attaque à la Maison-Blanche. Tout ceci était en fait un piège de Wesker qui travaille toujours pour Umbrella. Ses pouvoirs lui ont, encore une fois, été repris. Alice est alors contactée par la Reine Rouge, son ancienne ennemie : à la suite d'utilisations abusives et inacceptables de son système, elle désire détruire Umbrella à la racine mais est programmée pour ne pas leur faire de mal. Elle demande donc à Alice de replonger aux origines de l'horreur, là où tout a commencé : le H.I.V.E., ou du moins ce qu'il en reste après l'éradication de Raccoon City par Umbrella, pour retrouver un anti-virus très puissant qui une fois libéré dans les airs, pourra détruire tout ce qui résulte du virus T, c'est-à-dire les morts-vivants, les mutants, les Lickers et autres armes biologiques d'Umbrella. 
Sur le chemin, Alice se fait capturer par le Dr. Isaac qui lui apprend que celui qu'elle pensait avoir tué dans le souterrain d'Umbrella avec les lasers était un clone. Fanatique, il dit d'elle qu'elle est une aberration de la nature, et il tente de la tuer en l'attachant à l'arrière de son tank qui est suivi de près par la plus immense horde de morts-vivants qu'Alice n'ait jamais vu, capable de raser une ville tout entière, mais Alice l'affronte, lui tranche la main et s'échappe en moto. Arrivée à Raccoon City, ou du moins ce qu'il en reste, elle est attaquée par un groupe de survivants. Elle est alors sauvée par Claire Redfield, qui fait partie du groupe. Claire lui révèle qu'elle a été enlevée lors de l'attaque de l'escadron de Umbrella sur l'Arcadia mais que l'avion qui était censé la transporter dans le H.I.V.E., s'est écrasé et qu'elle s'est donc réfugiée dans le camp. Là-bas, elle a commencé une relation amoureuse avec l'un des survivants, Doc. Après avoir essuyé une attaque du Dr. Isaac, le camp des réfugiés est détruit et un grand nombre des survivants perdent la vie. Entre deux, Alice découvre qu'avec l'usure de tous ses combats et les expériences menées sur elle par Umbrella, elle commence à mourir à petit feu. Avec plusieurs survivants, dont Claire, Alice s'introduit dans la partie non-détruite du H.I.V.E. par l'explosion de la ville, pour récupérer l'antivirus capable de mettre fin à ce cauchemar une fois pour toutes. Après plusieurs épreuves, elle fait face à Wesker et au Dr. Isaac originel,ce qui lui fait comprendre que le Dr. Isaac fanatique n'est qu'un clone, lui aussi. Ce dernier lui apprend qu'elle est le clone originel de la fille du fondateur d'Umbrella Corporation, James Marcus, c'est d'ailleurs pour cela que la mémoire d'Alice ne remonte pas avant les événements qui ont conduit à l'infection du H.I.V.E., et décongèle la véritable Alicia Marcus. Alicia, qui a toujours désapprouvée les méthodes d'Isaac, décide de venir en aide à Alice à travers la Reine Rouge. Alice se bat contre le Dr. Isaac, tandis que Claire s'occupe de Wesker. Claire et Wesker sont vaincus, et Alice aussi. Au moment où tout semble perdu, et alors que Isaac s'apprête à tuer Alice pour de bon, la Reine Rouge, alliée à Alicia Marcus, évitent de justesse la mort d'Alice, et tuent une bonne fois pour toutes le Dr Isaac, avant-dernier membre éminent d'Umbrella Corporation. A contrecœur, Alice arrive à s'échapper du H.I.V.E., et même en sachant qu'elle mourra aussitôt l'anti-virus libéré (elle résulte du virus T), encerclée par la horde de morts-vivants une fois sortie, elle brise la fiole d'anti-virus, tel que Spencer l'avait fait pour le virus T lors du premier film. Toute la horde s'effondre d'un seul coup, et Alice tombe elle-aussi. Pendant ce temps, Alicia programme la Reine Rouge pour détruire le H.I.V.E. et elles avec, et ainsi mettre un terme définitif à l'existence d'Umbrella Corporation.
Le soleil se lève, et Alice ouvre les yeux, bien vivante, débarrassée de toute trace du virus T. Elle retrouve Claire, qui juste avant de s'échapper du H.I.V.E., vainquit Wesker et le laissa bloqué dans le laboratoire, il périt ainsi dans la destruction du H.I.V.E. Grâce à la dernière trace de la Reine Rouge sous forme d'un hologramme, cette dernière annonce à Alice et Claire que l'anti-virus va mettre plusieurs années avant de soigner la planète entière. Elle fait alors défiler tout ce que la mémoire d'Alicia Marcus possédait, de sa naissance jusqu'à sa mort, et implante tous ces souvenirs dans la mémoire d'Alice, afin qu'elle puisse être l'ultime trace du drame planétaire que fut Umbrella Corporation et l'infection du Virus T. Claire partant de son côté pour rejoindre les rescapés du groupe, Alice part donc seule pour retrouver les derniers survivants de la catastrophe et éliminer les dernières traces d'Umbrella.

## Les capacités et pouvoirs d'Alice
Alice est totalement humaine dans le premier opus de la saga, mais douée et formée en ce qui concerne le combat aux corps à corps, ainsi qu'aux armes de poing. Elle semble ignorer toutes ces capacités enfouies en elle qui ne se réveillent au fur et à mesure que ses souvenirs lui reviennent en tête.
Dans le second opus, elle a subi les expérimentations avec le virus et possède davantage de force physique, ainsi que de hautes capacités en voltige. Elle parvient à vaincre à elle seule le Nemesis à mains nues en l'empalant sur une barre de fer, mais quand elle comprend qu'il s'agit en fait de Matt qui a muté sous les effets du virus, elle stoppe immédiatement le combat, ce qui rend au Nemesis ses anciens souvenirs qu'il a partagés avec elle.
À la fin du deuxième opus, la mutation génétique s améliore à la suite de sa semi-résurrection et a la faculté de tuer un être humain par la pensée. Elle a aussi la faculté de savoir quand quelqu'un l'observe. Cela se confirme dans le troisième opus, quand elle commence à maîtriser certains pouvoirs psychiques afin de protéger Carlos et ses amis, tel les champs de force, ou encore les ondes de choc.
Dans le quatrième opus, elle récupère le statut qu'elle avait lors du premier opus, à la suite de l'injection d'un antidote par Wesker, mais cela ne lui ôte pas sa force physique et sa maîtrise des armes, ainsi que son goût du risque. Elle reste ainsi jusqu'à ce que Wesker lui-même lui rende ses pouvoirs à la fin du cinquième opus, afin de lutter contre la reine rouge, même s'il lui retire une dernière fois plus tard. Dans le dernier volet, Alice est donc sans pouvoirs mais conserve ses capacités de bases pour le combat et les armes.

## Concept de création
Alice est un personnage créé pour les films, bien que le scénariste Paul W.S. Anderson ait noté qu'Alice était basée sur les femmes fortes des jeux Resident Evil. Anderson avait d'abord joué avec l'idée de faire un Alice au pays des merveilles en version horreur. Mais l'idée n'a pas été suivie dans son intégralité. Malgré cela, les films contiennent plusieurs références à l'œuvre. Telle que le prénom "Alice", nom de l'héroïne ou du "hive", laboratoire horrifique représentant "le pays des merveilles". 

Logo dUmbrella Corporation, la sociétépharmacetique pour laquelle Alice travaillait.

## Discours
Durant les 5 films Alice a toujours une phrase ou un discours d'accroche dans l'histoire. 
- Resident Evil : On va s'en sortir ; on va sortir d'ici.
- Resident Evil: Apocalypse : Je m'appelle Alice, et je me souviens de tout.
- Resident Evil: Extinction : Nous avons vaincu l'épidémie, nous avons survécu à l'apocalypse… maintenant nous sommes face à l'extinction.
- Resident Evil: Afterlife : Il y a 5 ans, un virus s'est échappé et tout le monde est mort. Si vous êtes toujours là, il y a de l'espoir. Je m'appelle Alice.
- Resident Evil: Retribution : Je m'appelle Alice. Et ceci est mon monde.
- Resident Evil: Chapitre Final : Je m'appelle Alice et ceci est mon histoire, la fin de mon histoire.

## Dans la littérature
Les romans, la plupart du temps, racontent les événements des films plus en détail, et fournissent des informations supplémentaires. Dans les romans, le véritable nom de famille d'Alice, révélé être Abernathy, et les informations sur Alice sont plus précises, tels que sa ville natale et son identité. Il n'est jamais révélé dans les films si Alice se souvient de son passé au-delà des Flash Back de Resident Evil, mais dans les romans, il est précisé qu'elle se souvient de toute sa vie. Les romans expliquent plus en détail ses relations aussi. La première porte sur elle et Spencer, et la deuxième sur l'ancien soldat de la UBCS, Carlos Oliveira. Il est révélé dans le troisième livre que Carlos pensait beaucoup à Alice même quand ils étaient très loin l'un de l'autre. Il en était de même pour Alice. Ces scénarios furent totalement faussés à la suite de la clôture de la saga cinématographique.

## Armes
Alice a montré un nombre de capacités impressionnant au niveau des armes. Durant les 6 films, Alice utilise toujours une arme. Dans le premier, Alice ne se bat pas beaucoup, étant donné son amnésie, elle ne se rappelle pas savoir se battre. Mais à la suite de son agression par les Cerbères, elle retrouve toutes ses capacités de combat physique d'un coup. Son arme la plus utilisée dans Resident Evil est le revolver de Rain. Dans Apocalypse, elle utilise une paire de pistolets mitrailleurs Heckler & Koch MP5K et des doubles pistolets, ainsi qu'un fusil à pompe. Dans Extinction, elle utilise une paire de couteaux Kukri et les utilise à l'ancienne (ils ont été représentés mais jamais utilisés dans Afterlife) ainsi que 2 pistolets et un fusil à pompe. Dans le quatrième volet, Alice a plusieurs centaines de clones d'elle. Les premiers clones, au début, utilisent des lames droites Odachi et Thomet MP-9, les autres utilisent la même paire de mitrailleuses vue dans Apocalypse (en un peu relookée). La vraie Alice préférait elle utiliser des fusils double canon calibre 10 (curieusement chargés avec des pièces de monnaie pour plus d'efficacité) et une paire de Smith & Wesson modèle 450V Revolver et un sabre. Puis dans le 5e, elle utilisera 2 Sig Sauer P226R (scène sur l'Arcadia), un Sig Sauer P220 sport (Trouvé dans la voiture de patrouille à Tokyo) et 2 TDI Vector (Armes d'Umbrella Corp.). Enfin, dans le dernier volet, Alice utilise un bon nombre d'armes pour vaincre Umbrella, mais ses armes de prédilection sont une paire de AF2011 Dueller Prismatic qu'elle portera durant tout le film, un Glock 17 qu'elle utilisera lors de la scène de l'embuscade des motards d'Umbrella, et une Heckler & Koch MP5K-PDW contre le D. Isaac.

## Liens avec d'autres œuvres
Alice, La Reine Blanche et la Reine rouge sont tous trois des noms des personnages inventés par Lewis Carroll, le créateur de Alice au pays des merveilles. Tout comme dans le film, Alice est aidée par la Reine Blanche dans Resident Evil: Extinction et doit vaincre la Reine Rouge dans le premier volet.